# نورية حفصي
هي سياسية وبرلمانية جزائرية وعضو اللجنة المركزية لحزب حزب التجمع الوطني الديمقراطي الجزائري وعضو الاتحاد الوطني للنساء الجزائريات والآن هي عضو مجلس الأمة الجزائري أو الغرفة العليا للبرلمان.

## التدين
مسلمة

## حياتها
هي من مواليد سنة 1959 بولاية سعيدة غرب الجزائر، تلقت التعليم الابتدائي والاكمالي بهذه الولاية ثم انتقلت إلى ولاية سيدي بلعباس لمواصلة مشواري الدراسي بالثانوية، حيث تحصلت على شهادة الباكالوريا سنة 1980 تخصص رياضيات، كانت عضو مجلس الأمة، وهي الآن أشغل منصب الأمينة العامة للاتحاد الوطني للنساء الجزائريات، ونائبة رئيس الاتحاد للنساء العرب وعضوة في اللجنة الوطنية الاستشارية لحقوق الإنسان، بالإضافة إلى أنها إطار في حزب التجمع الوطني الديمقراطي..

## المشوار الرياضي
كما سبق وأن قلت فقد انتقلت إلى ولاية بلعباس بحكم أنني كنت شابة رياضية في الفريق الوطني لكرة اليد فذهبت إلى بلعباس للعب هناك وأمضيت معهم سنة، وعلى الرغم من التقاليد السائدة في تلك الفترة بمنطقة سعيدة إذ انه من الغريب أن تمارس فتاة الرياضة إلا أنه كانت لي الجرأة الكافية للدراسة ببلعباس وممارسة كرة اليد التي كنت أحبها كثيرا.بعد حصولي على شهادة البكالوريا التحقت بجامعة وهران أين حضرت شهادة ليسانس في العلوم الاقتصادية، إلا أنني لم أكمل دراستي الجامعية هناك فأمضيت ثلاث سنوات في وهران فقط ثم شاءت الأقدار أن انتقل مرة أخرى وفي السنة الأخيرة بالتحديد إلى العاصمة بهدف المشاركة في ألعاب البحر الأبيض المتوسط مع الفريق الوطني لكرة اليد.

## الزواج
دخلت الحياة الزوجية سنة 1984 وهي الآن أم للثلاثة أولاد ثم عملت مديرة للمالية والإدارة في مركب للاسمنت بولاية سعيدة ثم مديرة جهوية للتشغيل وفي نفس الوقت كنت عضو في المجلس الشعبي الولائي بسعيدة.

## الدخول لعالم السياسة
الحس السياسي تولد عندها باكرا وكان التحاقها بالحياة السياسية راجع إلى مرحلة الجامعة، حيث كانت تنشط في التنظيمات الجمعوية والحركات الطلابية وشاركت في نشاطات عديدة وبفضلها تكونت لديها علاقات مع زملاء في الجامعة، وبعدها عندما بدأت العمل في سعيدة ساعدتها تلك العلاقات التي كونتها في الجامعة للانخراط في حزب جبهة التحرير الوطني سنة 1985، خاصة وأن ولاية سعيدة كانت تعاني من نقص في الإطارات، وفي سنة 1986 كان هناك مشكل في المكتب الولائي للاتحاد الوطني للنساء الجزائريات بولاية سعيدة، فاقترح علي رئاسة المكتب الولائي ونجحت في إعادة هيكلة المكتب.

## الانضمام لحزب الارندي
في انتخابات 1995 خرج المواطنون بقوة للتصويت على المترشح اليامين زروال وكان في نفس الوقت انتقاد لحزب جبهة التحرير وكان الإرهاب يضرب بقوة، كان من اللازم إنقاذ الوضع والتفكير في استغلال القوة الشعبية وإعادة توجيهها، فالأرندي ساهم في التقويم الوطني مساهمة فعالة خاصة في العهدة الأولى للحزب في البرلمان عندما كان الأرندي يحتل الأغلبية، وأذكر حينها أنني كنت عضوة مجلس الأمة، كانت هناك نقاشات في المستوى، أولا النوعية التي كانت في البرلمان سواء من النواب الذين عينهم الرئيس أم من المنتخبين فقد كان هناك تنافس في النقاشات وطرح البدائل وكانت التدخلات قمة وبجرأة.

## مرحلة الإرهاب
كانت دائما مهددة بالقتل من الجماعات الارهابية وكانت تنتقل بالحماية.

## قانون الأسرة
بالنسبة لقانون الأسرة فقد كان لها فيه نضال طويل فقد كانت في اللجنة التي أعدت مشروع قانون الأسرة فقد كان لها دور تحسيسي فالمادة التي تعطي المرأة الحاضنة الاحتفاظ بالمنزل هي مكسب كبير، وعليه فيجب أن يكون هناك نضال دائم ومراقبة مستمرة من المجتمع المدني لتطبيق القوانين الموضوعة.